# Tayum
Tayum è una municipalità di quarta classe delle Filippine, situata nella provincia di Abra nella Regione Amministrativa Cordillera.
Tayum è formata da 11 baranggay:
- Bagalay
- Basbasa
- Budac
- Bumagcat
- Cabaroan
- Deet
- Gaddani
- Patucannay
- Pias
- Poblacion
- Velasco